# 사랑의달팽이
사랑의달팽이는 장애인을 대상으로 하는 자선단체다. 사랑의달팽이는 매년 경제적으로 소외된 청각장애인들에게 인공와우 수술과 보청기를 지원하고 있다.